# Mad World (Tears for Fears)
Mad World è un brano dei cantautori britannici Tears for Fears del 1982. Composto da Roland Orzabal, fu il terzo singolo estratto da The Hurting – album di debutto del gruppo – nonché il primo grande successo del gruppo, sia in patria (terzo posto della Official Singles Chart a novembre 1982) che all'estero.

## Storia
Il primo abbozzo di Mad World risale a quando Orzabal aveva 19 anni; deliberato tentativo di scrivere un brano sulla falsariga di Girls on Film dei Duran Duran, fu affidato a Curt Smith per l'esecuzione dopo che lo stesso Orzabal, che la provò alla chitarra, non fu soddisfatto dell'esito canoro.
Il brano fu inizialmente inteso come lato B del singolo d'esordio del gruppo, Pale Shelter, ma Dave Bates, dirigente della Polygram, dopo averlo ascoltato con un nuovo arrangiamento di sintetizzatore, lo reputò sufficientemente in grado di reggere il mercato come facciata A e ne caldeggiò la pubblicazione come tale.
L'Ad libitum di Curt Smith nel coro finale del brano ha generato un mondegreen.
Il testo è un tipico racconto di formazione cantato su un registro melanconico (Orzabal descrisse il mood in cui il brano nacque come frutto di «menopausa adolescenziale» e disadattamento ormonale a causa dell'abbandono dell'infanzia), tra le cui fonti d'ispirazione fu citato anche Arthur Janov, autore della teoria del cosiddetto «Urlo primario»: il refrain: «I sogni in cui sto morendo sono i migliori che abbia mai avuto» si richiama all'idea di Janov che gli incubi possano essere utili per stemperare la tensione. La canzone è stata utilizzata come colonna sonora di numerosi film e serie TV come Mr. Robot, Donnie Darko e nella quinta stagione della serie La casa di carta.
La cover del singolo di Gary Jules cantata da Jasmine Thompson assomiglia alla canzone Pensare male dei cantautori italiani The Kolors con la cantante Elodie diventata tormentone estivo del 2019.

## Tracce
Disco in vinile - versione per il mercato inglese ed americano
1. Mad World – 3:32
2. Ideas As Opiates – 3:54

Disco in vinile - versione per il mercato, australiano, europeo, e sudafricano
1. Mad World (World Remix) – 3:30
2. Ideas As Opiates – 3:54

Disco in vinile - versione remix per il mercato inglese
1. Mad World – 3:32
2. Mad World (World Remix) – 3:30
3. Suffer the Children (Remix) – 4:15
4. Ideas As Opiates – 3:54

Disco in vinile da 33 giri - versione per il mercato europeo
1. Mad World – 3:32
2. Ideas As Opiates – 3:54
3. Saxophone As Opiates – 3:54

## Formazione
- Roland Orzabal - sintetizzatori, pianoforte, chitarra, cori, programmazione
- Curt Smith - voce, basso, programmazione
- Manny Elias - batteria

## Classifiche
| Classifica (1982) | Posizione massima |
| ----------------- | ----------------- |
| Australia         | 12                |
| Germania          | 21                |
| Irlanda           | 6                 |
| Nuova Zelanda     | 25                |
| Regno Unito       | 3                 |

## Cover

### Cover di Michael Andrews
La cover di Mad World di Michael Andrews, a cui prese parte il cantante Gary Jules, venne scritta per il film Donnie Darko del 2003. Il brano entrò nelle classifiche di vendita di vari Paesi.
La cover di Mad World di Timmy Trumpet, Matt Guitar Murphy e Gabry Ponte del 2020.

### Altre cover
L'album di Demi Lovato Dancing with the Devil... the Art of Starting Over del 2021 contiene una cover di Mad World.